# Charlotte Amalie Schinkel
Charlotte Amalie Schinkel (født 11. august 1773, død 15. april 1861) var datter af Frederik Schinkel og ejer af Hald Hovedgård i årene 1794-1798. Hun var inspiration til en af Steen Steensen Blichers tekster. Hun har også gengivet Hald Hovedgård på tegninger.

## Opvækst
Charlotte Amalie var tredje og sidste barn i børneflokken. De ældre børn døde, før hun blev født.
Schinkel kom ofte på Aunsbjerg. Parret Steensen på Aunsbjerg havde ingen børn.

## Ægteskab og senere liv
Schinkel var som ung forelsket i den 12 år ældre søløjtnant Martinus Braëm, hvilket ikke passede hendes far. Schinkel og Braëm sendte hemmelige breve til hinanden og sås i smug. Til sidst kulminerede det, da Schinkel blev ‘befriet’ fra Hald Hovedgård. Med sig havde hendes befriere et kongeligt brev, der befalede, at hendes far ikke kunne holde hende på Hald Hovedgård mod hendes vilje. Schinkel tog med befrierne og så derefter ikke sin far igen.
Herefter blev Schinkel gift med Braëm, men blev skilt fra ham igen i 1814. Trods de gik så meget igennem for at få hinanden, holdt ægteskabet ikke. Schinkel havde indledt en affære med en gift mand og forlod Braëm og deres fem børn i 1809. De blev separerede i 1810 og efter tilladelse fra kongen endeligt skilt i 1814. Derefter vides ikke andet, end at hun boede i København, og at Bräem ville ikke se hende i sit hjem i Rungsted, hvor han boede med børnene.
Efter Bräems død i 1834 flyttede Schinkel ind hos sin datter, Edele Elise, på Rungstedhøj og boede der indtil sin død i 1861.
Efter sin affære og skilsmisse blev Schinkel aldrig fuldt ud respektabel igen.

## Bekendt med Blicher
Steen Steensen Blicher og Charlotte Amalie Schinkel mødte hinanden flere gange gennem livet, blandt andet på Aunsbjerg.
Schinkels historie blev en livslang inspiration for Blicher, og selvom hans Sophie i "Brudstykker af en Landsbydegns Dagbog" kan siges at være skitseret over Marie Grubbe, har også Schinkel været en inspirationskilde hertil.
I sin selvbiografi "Steen Steensen Blicher" skriver han om Charlotte (dog uden at nævne navne): "Hun er levende endnu, en gammel Enke efter et ulykkeligt Ægteskab; men om hun ogsaa faar dette at læse, hun tænker vel næppe paa, at hun selv var Heltinden i Digterens første Roman".